# Ocenotrophon
Ocenotrophon is een geslacht van weekdieren uit de klasse van de Gastropoda (slakken).

## Soort
- Ocenotrophon painei (Dall, 1904)